# Impresionismo cinematográfico francés
El impresionismo cinematográfico francés, también llamada primera vanguardia francesa por los críticos franceses, es un movimiento cinematográfico que debe su nombre a sus semejanzas con la pintura impresionista de finales de siglo XIX. Entre ellas, destaca que tanto el cine impresionista francés y la pintura impresionista buscaron la forma de reflejar sentimiento en poco tiempo y en poco espacio. Además, en ambos artes se busca encarnar el estado anímico mediante la representación de imágenes paisajísticas. Esto se ejemplifica en pinturas como las de Claude Monet o Vincent Van Gogh y en la película Cœur fidèle de Jean Epstein.

## Historia
Al acabar la Primera Guerra Mundial, la producción de cine en Francia era casi nula. La necesidad de llenar las salas produjo que se importaran películas provenientes de los EE. UU.. Es entonces cuando, en medio de aquella crisis, un grupo de jóvenes artistas fundó el que se considera la primera vanguardia cinematográfica: el impresionismo francés. El impresionismo francés fue una corriente repleta de obras experimentales e innovadoras, caracterizadas por la exploración de recursos fílmicos con el objetivo de intensificar la subjetividad de las narraciones psicológicas. Entre este grupo de artistas, destacan: Germaine Dulac, Abel Gance, Jean Epstein, Louis Delluc y Marcel l'Herbier.
A partir del 1910, se proyectan en Francia más películas extranjeras que nacionales. La declaración de guerra del 1914 para por completo la producción del cine francés hasta el año siguiente, 1915. Al acabar la guerra, en 1918, Francia se encuentra con los mismos problemas; se siente inferior y desorientada en el mundo cinematográfico. Los cineastas más representativos de antes de la guerra (Lumière y George Méliès) fueron eclipsados por el conflicto y la pérdida de interés por el cine que surgió después de la Primera Guerra Mundial. Durante la posguerra, Francia se abre a influencias externas. Entre ellas, el expresionismo alemán y Norteamérica. Así pues, el cine comercial recibe influencias muy diversas, pero en todas estas imitaciones, buscando el éxito en taquilla, no hay creación propia; el cine francés carece de personalidad. Las grandes compañías que controlan la distribución, Pathé Frères y Léon Gaumont, tienen la necesidad de seguir llenando las salas. Por lo tanto, continúan con la importación.
En medio de toda esta crisis, surge un grupo de artistas con un fuerte discurso artístico, y crean la primera de las nuevas vanguardias cinematográficas: el impresionismo francés. Esta vanguardia convivió en el mundo del cine con otras como el cine abstracto o el cine figurativo, en los que destacan Ballet Mécanique (1924) de Dudley Murphy y Fernand Léger, y París que duerme (1924) de René Clair, respectivamente.
A diferencia de sus antecesores, que consideraban el cine como un trabajo comercial, estos lo visualizaban como un arte puro y absoluto. Los principales representantes del movimiento sueño: Abel Gance, Louis Delluc, Germaine Dulac, Marcel l'Herbier y Jean Epstein.
La escuela impresionista solo tuvo un alcance reducido hacia las pequeñas "élites" dado que no fue un cine que buscase el agrado de grandes masas ni la representación de la idealización de la vida, sino que buscó representar las realidades interiores de los personajes. Como consecuencia, con la llegada del cine sonoro en 1927, la corriente impresionista llega a su fin, junto con el cine mudo. Esto ocurre porque la industria cinematográfica francesa cree que es un riesgo continuar haciendo películas mudas e innovando en el cine no sonoro cuando ha llegado el nuevo ámbito de innovación: el cine sonoro.

## Características
El impresionismo otorgó a la experimentación de sensaciones un papel predominante, dejando en un segundo plano otros factores como la importancia del guion, la producción, o el montaje. Por lo tanto, los directores impresionistas priorizan el reflejo de las emociones de los personajes, del director y de los espectadores sobre el resto de cosas. Y lo hacen siguiendo una serie de patrones que se repiten en los films de esta corriente cinematográfica. Estos patrones son tales como mostrar deformaciones ópticas para transmitir el estado de los personajes, expresan la realidad interior en vez de la exterior, contemplan e interpretan la naturaleza además de aprovecharse de ella para expresarse y muestran movimiento y ritmo mediante un montaje muy característico que busca reflejar todo lo que el personaje lleva en sus adentros.
Dado que el cine impresionista francés pretende ser un medio de expresión de aquello más íntimo del ser humano: los anhelos, las angustias y las fantasías; hace uso de una serie de innovaciones técnicas y recursos cinematográficos en el montaje, como las sobreimpresiones, desdoblamientos, distorsiones, cámara subjetiva, montaje rítmico, el flou artístico (efecto flou) o desenfocamiento, etcétera. Además, se basa en el concepto de la fotogenia. Esto se define como "la percepción fílmica del objeto fotografiado, una percepción que difiere del objeto real, pues está mediatizada por la expresividad inmanente a la técnica cinematográfica", según Delluc. Este término también lo define Ricciotto Canudo y hace referencia a que todas las cosas, ya sea un objeto o un rostro de un actor, tienen un valor cinematográfico que se tiene que descubrir y captar. Cada plano recibe una composición plástica como si se tratara de una imagen fija, aconteciendo el elemento central de la narración.
En 1911, Ricciotto Canudo publica su ensayo titulado "Manifiesto de las siete artes". A partir de este manifiesto, denomina al cine como el "séptimo arte". Planteó un cine que dependiera exclusivamente de él mismo; un cine autónomo e independiente de otros temas como la literatura y el teatro, donde el lenguaje visual tomara gran importancia y no se necesitaran palabras para expresar los estados de ánimo de los personajes. Lo primero eran las emociones y la realidad pasaba a estar subordinada a los sentimientos. Los directores se centran en representar las realidades interiores a través de las realidades exteriores en forma de paisajes.
| Director         | Películas                                                                   | Año de estreno      |
| ---------------- | --------------------------------------------------------------------------- | ------------------- |
| Abel Gance       | La roue Napoleón                                                            | 1923 1926           |
| Louis Delluc     | Fièvre La mujer de ninguna parte L'inondation                               | 1921 1922 1923      |
| Germaine Dulac   | La souriante Madame Beudet La coquille et le clergyman                      | 1923 1928           |
| Marcel L'Herbier | El Dorado L'inhumaine The living dead man L'argent                          | 1921 1924 1926 1928 |
| Jean Epstein     | Cœur fidèle The three-sided mirror La chute de la maison Usher Finis terrae | 1923 1926 1927 1928 |